# Olidiana nielsoni
Olidiana nielsoni är en insektsart som beskrevs av Zhang 1994. Olidiana nielsoni ingår i släktet Olidiana och familjen dvärgstritar. Inga underarter finns listade i Catalogue of Life.